# Souk el Arbaa
Souk el Arbaa è una città del Marocco, nella provincia di Kenitra, nella regione di Rabat-Salé-Kenitra.
Il nome della città è diffuso, fra le altre, anche nelle seguenti variazioni:
- Sūq-al-Arb'ā',
- Suq-al-Arba,
- Suq-al-Arbaa,
- Souq Larb'a al Gharb,
- Souq Larb'a,
- Souk Larbat Gharb,
- Souk Arba l'Rharb,
- Souk-el-Arba-du-Rharb,
- Souk el Arbaa e
- Sūq al-Arba'ā'.